# Nadir Cavagna
Nadir Cavagna (San Giovanni Bianco, 17 aprile 1995) è un fondista di corsa in montagna, mezzofondista e maratoneta italiano.

## Biografia
Nel 2013 ha partecipato agli Europei di corsa in montagna, piazzandosi all'undicesimo posto nella gara juniores e vincendo la medaglia d'oro a squadre; nell'edizione successiva si è invece piazzato al quinto posto, vincendo inoltre la medaglia d'oro a squadre. Sempre nel 2013 e nel 2014 ha inoltre partecipato a due edizioni dei Mondiali di corsa in montagna, sempre nella categoria juniores, vincendo due argenti a squadre ed ottenendo rispettivamente un diciottesimo ed un quarto posto a livello individuale.
Nel 2017 ha partecipato agli Europei di corsa campestre, nella gara riservata agli under 23, nella quale si è piazzato in trentatreesima posizione.
L'anno successivo arriva dodicesimo e vince una medaglia d'argento a squadre ai Mondiali di corsa in montagna. Con il tempo di 29'57" vince, nello stesso anno, anche medaglia di bronzo ai campionati italiani nei 10000 m piani.
Nel 2019 vince una medaglia di bronzo a squadre ai Mondiali di corsa in montagna, nei quali si era piazzato trentesimo a livello individuale. Sempre nello stesso anno, aveva partecipato anche agli Europei di corsa in montagna, piazzandosi quarantasettesimo. e vincendo una medaglia d'argento a squadre. Nel 2021 vince la medaglia di bronzo ai campionati italiani di maratonina ed in quelli di maratona, il 12 dicembre 2021, in occasione della maratona di Reggio Emilia (in cui è anche settimo assoluto).
Anche suo padre Isidoro è stato fondista di corsa in montagna: si piazzò infatti ottavo (vincendo la medaglia d'oro a squadre) nel 1985 nei Mondiali di corsa in montagna nella categoria juniores; suo fratello minore Alain, invece, ha vinto la medaglia d'argento (ed anche un bronzo a squadre) negli Europei di corsa in montagna 2019 tra gli under 20, ed ha partecipato ad un'edizione degli Europei juniores di atletica leggera.

## Palmarès
| Anno | Manifestazione                | Sede               | Evento         | Risultato | Prestazione | Note  |
| ---- | ----------------------------- | ------------------ | -------------- | --------- | ----------- | ----- |
| 2013 | Europei di corsa in montagna  | Borovec            | Corsa U20      | 11º       | 52'35"      |       |
| 2013 | Europei di corsa in montagna  | Borovec            | A squadre      | Argento   | 22 p.       |       |
| 2013 | Mondiali di corsa in montagna | Krynica-Zdrój      | Corsa U20      | 18º       |             |       |
| 2013 | Mondiali di corsa in montagna | Krynica-Zdrój      | A squadre      | Argento   | 29 p.       |       |
| 2014 | Europei di corsa in montagna  | Gap                | Corsa U20      | 5º        | 39'23"      |       |
| 2014 | Europei di corsa in montagna  | Gap                | A squadre      | Oro       | 20 p.       |       |
| 2014 | Mondiali di corsa in montagna | Casette di Massa   | Corsa U20      | 4º        | 44'33"      |       |
| 2014 | Mondiali di corsa in montagna | Casette di Massa   | A squadre      | Argento   | 34 p.       |       |
| 2017 | Europei di cross              | Šamorín            | Corsa U23      | 33º       | 25'28"      | [ 7 ] |
| 2018 | Mondiali di corsa in montagna | Canillo            | Corsa seniores | 12º       |             |       |
| 2018 | Mondiali di corsa in montagna | Canillo            | A squadre      | Argento   | 24 p.       |       |
| 2019 | Europei di corsa in montagna  | Zermatt            | Corsa seniores | 47º       | 1h00'38"    |       |
| 2019 | Europei di corsa in montagna  | Zermatt            | A squadre      | Argento   | 18 p.       |       |
| 2019 | Mondiali di corsa in montagna | Villa La Angostura | Corsa seniores | 30º       |             |       |
| 2019 | Mondiali di corsa in montagna | Villa La Angostura | A squadre      | Bronzo    | 35 p.       |       |

## Campionati nazionali
2009
- 5º ai campionati italiani cadetti di corsa campestre - 8'31"
- Oro ai campionati italiani cadetti di corsa in montagna

2010
- Argento ai campionati italiani cadetti di corsa campestre - 8'10"

2011
- 10º ai campionati italiani allievi, 3000 m piani - 9'05"65
- 4º ai campionati italiani allievi di corsa campestre - 16'26"
- Oro ai campionati italiani allievi di corsa in montagna a staffetta (in squadra con Ferrari)

2012
- Bronzo ai campionati italiani allievi indoor, 1000 m piani - 2'35"99
- Argento ai campionati italiani allievi di corsa campestre - 16'33"
- 5º ai campionati italiani allievi, 10 km su strada - 33'55"
- Oro ai campionati italiani allievi di corsa in montagna[8]
- Oro ai campionati italiani allievi di corsa in montagna a staffetta (in squadra con Gritti)

2013
- 10º ai campionati italiani juniores, 5000 m piani - 15'22"52
- 15º ai campionati italiani juniores di corsa campestre - 24'45"

2014
- Argento ai campionati italiani juniores, 5000 m piani - 14'54"04
- 4º ai campionati italiani juniores indoor, 1500 m piani - 4'02"95
- 8º ai campionati italiani juniores di corsa campestre - 26'59"
- Oro ai campionati italiani juniores di corsa in montagna[9]
- Oro ai campionati italiani juniores di corsa in montagna a staffetta (in squadra con Nicola Bonzi)

2015
- 15º ai campionati italiani assoluti, 5000 m piani - 14'49"03
- 14º ai campionati italiani promesse, 1500 m piani - 4'01"79
- 7º ai campionati italiani promesse, 5000 m piani - 14'36"01
- 7º ai campionati italiani promesse indoor, 3000 m piani - 8'28"45
- Argento ai campionati italiani juniores, 5000 metri piani
- 6º ai campionati italiani juniores di corsa campestre
- 4º ai campionati italiani di corsa in montagna a staffetta[10] - 2h05'27" (in squadra con Nicola Bonzi e Benedetto Roda)
- Oro ai campionati italiani juniores di corsa in montagna
- Oro ai campionati italiani juniores di corsa in montagna a staffetta[11] (in squadra con Nicola Bonzi)

2016
- 10º ai campionati italiani assoluti indoor, 3000 m piani - 8'53"69
- 17º ai campionati italiani promesse, 1500 m piani - 4'03"65
- Oro ai campionati italiani promesse di corsa in montagna[12]

2017
- 15º ai campionati italiani assoluti, 10000 m piani - 31'21"71
- Bronzo ai campionati italiani promesse, 10000 m piani - 31'21"71
- 4º ai campionati italiani promesse, 5000 m piani - 14'37"23
- 5º ai campionati italiani promesse di corsa campestre - 32'10"
- 10º ai campionati italiani di corsa in montagna
- Argento ai campionati italiani di corsa in montagna a staffetta[13] - 1h30'53" (in squadra con Francesco Puppi ed Alex Baldaccini)
- Oro ai campionati italiani promesse di corsa in montagna[12]

2018
- Bronzo ai campionati italiani assoluti, 10000 m piani - 29'57"14
- Oro ai campionati italiani di corsa in montagna a staffetta (in squadra con Francesco Puppi ed Alex Baldaccini)

2019
- 8º ai campionati italiani di corsa campestre - 31'31"26[14]
- 12º ai campionati italiani di 10 km su strada - 30'37"
- Argento ai campionati italiani di corsa in montagna[15]
- Oro ai campionati italiani di corsa in montagna a staffetta[16] (in squadra con Francesco Puppi e Pietro Sonzogni)

2020
- 7º ai campionati italiani assoluti, 5000 m piani - 14'13"39
- 25º ai campionati italiani assoluti, 1500 m piani - 3'57"54
- Oro ai campionati italiani di corsa in montagna a staffetta (in squadra con Francesco Puppi ed Alex Baldaccini)

2021
- Bronzo ai campionati italiani di maratona - 2h21'08"
- Bronzo ai campionati italiani di maratonina - 1h03'32"
- 8º ai campionati italiani assoluti, 10000 m piani - 29'20"08
- 13º ai campionati italiani assoluti, 5000 m piani - 14'16"60
- 10º ai campionati italiani di corsa campestre - 31'56"

2022
- 10º ai campionati italiani assoluti, 5000 m piani - 14'22"28
- 12º ai campionati italiani di corsa campestre - 30'57"

2023
- 10º ai campionati italiani assoluti, 5000 m piani - 14'24"89

2024
- 8º ai campionati italiani assoluti, 10000 m piani - 29'57"04
- 4º ai campionati italiani di corsa campestre - 32'16"
- 16º ai campionati italiani di maratonina - 1h06'40"

2025
- Argento ai campionati italiani di maratona - 2h18'29"
- 13º ai campionati italiani di corsa campestre - 31'39"

## Altre competizioni internazionali
2015
- 23º alla BOclassic ( Bolzano) - 31'31"
- 17º al Cross della Vallagarina ( Villa Lagarina) - 30'35"

2017
- 13º al Giro Media Blenio ( Dongio) - 31'07"
- 12º al Trofeo Vanoni ( Morbegno) - 30'46"
- Argento al Trofeo Vanoni ( Morbegno), staffetta[13] - 1h30'53" (in squadra con Francesco Puppi ed Alex Baldaccini)

2018
- 15º al Giro Media Blenio ( Dongio) - 30'57"

2019
- 11º alla Stramilano ( Milano) - 1h07'34"
- 15º al Giro Media Blenio ( Dongio) - 30'53"
- 17º al Giro al Sas ( Trento) - 31'18"
- 14º al Campaccio ( San Giorgio su Legnano) - 31'34"
- 17º al Trofeo Vanoni ( Morbegno) - 31'40"
- Oro al Trofeo Vanoni ( Morbegno)[17], staffetta - 1h31'21" (in squadra con Francesco Puppi ed Alex Baldaccini)

2020
- Argento al Trofeo Vanoni ( Morbegno), staffetta (in squadra con Francesco Puppi ed Alex Baldaccini)

2023
- 14º al Giro al Sas ( Trento) - 30'25"
- 15º alla BOclassic ( Bolzano) - 30'38"
- 8º al Cross della Vallagarina ( Villa Lagarina) - 28'30"
- 6º al Cross di Alà dei Sardi ( Alà dei Sardi)

2024
- 13º al Giro al Sas ( Trento) - 30'44"
- 20º alla Cinque Mulini ( San Vittore Olona) - 29'23"
- 5º al Cross di Alà dei Sardi ( Alà dei Sardi) - 32'48"
- 23º alla BOclassic ( Bolzano) - 30'22"